# Pavel Červinka (zpěvák)
Pavel Červinka (9. března 1940 Pardubice – 16. července 2015 Praha) byl operní zpěvák, baryton, člen Národního divadla v Praze.

## Život
Po maturitě na jedenáctileté střední škole studoval zpěv na Státní konzervatoři v Praze, kde byl žákem profesorů Jana Berlíka a Teodora Šrubaře. V roce 1963 se stal sólistou opery Divadla F. X. Šaldy v Liberci. O devět let později odešel z Liberce do ostravské opery, ale v Liberci i nadále hostoval. Členem opery Národního divadla v Praze se stal v roce 1981. Po rozdělení opery na dva samostatné soubory přešel do nově budované Státní opery Praha, aby se v roce 1997 vrátil zpět do Národního divadla, kde působil až do 31. prosince 2007.
Za téměř padesát let aktivní činnosti vytvořil na 130 rolí. Patří mezi ně např. Čajkovského Evžen Oněgin, Bohuš z Harasova z Dvořákova Jakobína, Verdiho Rigoletto, Kníže Jeleckij z Čajkovského Pikové dámy, Jiří Germont z Verdiho La traviaty a mnoho dalších. Byl častým hostem zahraničních operních scén. Vystupoval v Německu, Rakousku, Finsku, Polsku, Itálii a Švýcarsku.
Kromě operního repertoáru se věnoval koncertní činnosti u nás i v zahraničí. Spolupracoval se symfonickými orchestry, rozhlasem i televizí.